# Радославка Сударушић
Радославка Сударушић (Мостар, 14. октобар 1983) је српска универзитетска професорка библиотекарства и књижевности. Ванредни је професор на Филозофском факултету Пале.

## Биографија
На Универзитету у Источном Сарајеву радила је као асистент од 2007. године. Стекла звање магистра библиотечких наука са темом „Српска штампана књига у Босни и Херцеговини (од 1800. до 1878. године)“ 2010. године. 
Звање доктора наука стекла 2015. године са дисертацијом „Књиге српских писаца из Босне и Херцеговине од 1878. до 1918. године” . 
Прошла све академске нивое од асистента до ванредног професора, предавајући на Студијском програму за општу књижевност и библиотекарство Филозофског факултета Пале.

## Издвојена библиографија
1.	Научна монографија „Књига у времену, вријеме у књизи (Стваралаштво српских аутора из Босне и Херцеговине (1878–1918) у огледалу библиолошких и библиографских проучавања)“. Пале: Dis-Company, 2020. година
2.	„Академско образовање библиотекара у Русији, Образовање библиотекара јуче, данас и сутра“, зборник радова. Источно Сарајево: Матична библиотека; Пале: ФФУИС, 2018. – стр. 75–97, 2018. година
3.	„Слова о Чучку“. Библиографија, Универзитет у Источном Сарајеву „Бранко Чучак”, т. 5 (едиција Дјела Бранка Чучка). – стр. 283–403, 2017. година 
4.	„Живот и дјело Мите Живковића у свјетлу библиографских истраживања“, Радови Филозофског факултета, бр. 18, стр. 255–275. Пале: Филозофски факултет Универзитета у Источном Сарајеву, 2016. година
5.	„Књиге и друге публикације Владимира Ћоровића из аустроугарског периода“, Наука и стварност: зборник радова, Пале: Филозофски факултет, Књ. 11, т. 1, стр. 549–560, 2017. година
6.	„Нико Х. П. Бесаровић – сарајевски приповједач, сакупљач народних умотворина и сарадник Босанске виле“, Радови Филозофског факултета, бр. 19, стр. 73–82. Пале: Филозофски факултет Универзитета у Источном Сарајеву, 2017. година